# Gorgán
Gorgán (persky گرگان‎) je hlavní město provincie Golestán v Íránu. ( „Gorgán“ bylo též perské pojmenování historického území, známého pod řeckým názvem Hyrcania). Je přibližně 400 km vzdálené od Teheránu. Žije v něm 241 177 obyvatel (2005). Přibližně ve vzdálenosti 150 km východně od města se nachází Golestánský národní park. Město má regionální letiště a několik univerzit. Gorgánské mezinárodní letiště bylo otevřeno v září 2005.